# Norbert Grögler
Norbert Grögler (* 18. Januar 1928 in Wien; † 16. Mai 1983) war ein österreichischer Mineraloge und Planetologe.

## Leben
Nach seiner Promotion an der Universität Wien (Mineralogie und Chemie) folgte Norbert Grögler einer Einladung von Prof. Friedrich Georg Houtermans und war Mitglied seines interdisziplinären Teams von Weltraumphysikern und Planetologen an der Universität Bern. Dieses Team, geleitet von Houtermans und anschließend Prof. J. Geiss, arbeitete eng mit der NASA zusammen, um die neu gewonnenen Erkenntnisse durch die NASA-Flüge zum Mond und ins Weltall auszuwerten. Er entwickelte dabei wichtige Methoden für die Trennung von Mineralien-Proben in Meteoriten und Mond und publizierte verschiedene wichtige Entdeckungen über Mineralogie und Petrographie von Gesteinen aus dem Weltraum. Er hatte ebenfalls großes Interesse an der Archäologie und war Wegbereiter für die Verwendung der Thermolumineszenzdatierung in der Erforschung und bei der Altersbestimmung antiker Keramik.

## Veröffentlichungen (Auswahl)
- mit Simon Albrecht Guggisberg,  Johannes Geiss, Peter Eberhardt: Absolute time scale of lunar mare formation and filling,  Universität Bern. Physikalisches Institut, 1975
- mit Johannes Geiss und Peter Eberhardt: How old is the crater Copernicus? Universität Bern, Physikalisches Institut, 1973.
- mit M.D. Mendia, Otto Eugster: Trapped solar wind noble gases and exposure age of luna 16 lunar fines, Verlag Universität, Physikalisches Institut, 1972
- mit Anton Stettler, Peter Eberhardt, Johannes Geiss, Peter Maurer: Ar39-Ar40 ages and Ar37-Ar38 exposure ages of lunar rocks, Verlag Physikalisches Institut, University of Bern, 1973

## Ehrungen
- Der Asteroid Grögler wurde nach ihm benannt.